# Hoplochaitophorus heterotrichus
Hoplochaitophorus heterotrichus är en insektsart. Hoplochaitophorus heterotrichus ingår i släktet Hoplochaitophorus och familjen långrörsbladlöss. Inga underarter finns listade i Catalogue of Life.